# Tupataleta
Tupataleta fue una revista infantil para público de 6 a 12 años impresa en papel entre 1995 y 2006, que editó 47 números. Sus objetivos fueron el fomento de la lectura y la divulgación de derechos universales como la diversidad, la igualdad, el respeto a los derechos humanos y al medio ambiente.
Fue pionera en distribuirse de forma gratuita y en incorporar artistas de la escena underground española en la comunicación infantil, como Mauro Entrialgo, Sandra Uve, Darío Adanti, Carlos Areces o David Delfín.

## Trayectoria
Tupataleta surgió como proyecto académico en la Facultad de Ciencias de la Información en la Universidad Complutense de Madrid. En el marco de la asignatura Empresa Informativa, un grupo de estudiantes de Periodismo: Esther Freire de Dios, Inés Domínguez Lloréns, Marta de la Aldea, Juan Medina Manrique y Valeria Cimadevilla Tejero, tras hacer un trabajo de documentación sobre el estado de las publicaciones infantiles en Europa, decidieron dar el salto, fundaron Editorial Bundabalán y comenzar a editar la revista Tupataleta.

### Primera etapa (1995-2001)
La revista tenía una periodicidad bimestral y, aunque comenzó con una tirada de 15.000 ejemplares, alcanzó los 103.000 ejemplares por edición que se distribuían de forma gratuita a través de los colegios públicos, concertados y privados de la Comunidad de Madrid.En 1997 se disuelve Bundabalán e Inés Domínguez y Esther Freire continúan como directoras de la revista fundando Ediciones en Babia. En diciembre de 1998, Tupataleta inauguró su propia página web en internet.

### Segunda etapa (2001-2006)
La revista cambió de formato y pasó de tamaño folio (A4) a cuartilla (A5) para llegar a toda la geografía española, con su propia red de distribución que comprendía bibliotecas, centros culturales y deportivos, ludotecas y asociaciones.
En diciembre de 2006 se publicó el último número (47).

## Colaboraciones
Entre quienes generaron contenido original para Tupataleta destacan:
- Bárbara Perdiguera - Ilustradora
- Calpurnio - Ilustrador e historietista
- Carlos Areces - Ilustrador e historietista
- César Fernández Arias - Pintor, ilustrador, dibujante y escultor
- César Gercía Cegaru - Diseñador gráfico e ilustrador. Autor de la cabecera (2.ª etapa)
- Chéfer - Ilustrador
- Christian Osuna - Publicidad
- Cristina García Martín - Ilustradora
- Dani Canales - Ilustrador e inventor
- Daniel Pérez - Plastilinas
- Daniel Serfaty - Redactor de cocina
- Esther Freire de Dios - Editora, codirectora y redactora
- Fede Pazos - Ilustrador e historietista
- Felpa Fellows - Ilustradores e historietistas, padres de "Mauro y María"
- Fernando Calvi - Ilustrador e historietista
- Fernando Delgado - Historietista, padre de "Fruli" y de "Martina Derecho"
- Gallego Bros - Ilustradores, historietistas y animadores. Padres de "Martina Derecho" (2.ª etapa)
- Germán Gullón - Ilustrador y diseñador gráfico
- Inés Domínguez Lloréns - Editora, codirectora y redactora
- Irma Gruenholz]- Plastilinas
- Isidro Ferrer - Ilustrador
- Izqui - Ilustrador e historietista
- Javier Olivares (historietista) - Ilustrador e historietista
- Javi Rodríguez - Ilustrador
- Javirroyo - Historietista
- Jorge Rioboó - Escritor
- Juan Berrio - Ilustrador e historietista
- Juan Medina - Diseñador gráfico e ilustrador. Autor de la cabecera (1.ª etapa)
- Juanjo Sáez - Historietista
- Kukuxumusu - Ilustrador
- Manolo Hidalgo - Ilustrador
- Manuel Alonso Erausquin - Escritor
- Marisa Martínez - Ilustradora y redactora infantil, sección "Marisa Avisa"
- Marta de la Aldea - Redactora
- Mauro Entrialgo - Historietista
- Max (artista) - Historietista
- Miguel B. Núñez - Historietista
- Mikel Valverde - Ilustrador
- Mili - Fotógrafa
- Nacho Urruela - Redactor de animales
- Olaf Ladousse - Ilustrador e historietista
- Óscar Carriqui - Fotógrafo
- Ouka Lele - Fotógrafa
- Pablo Campbert - Fotógrafo
- Pepe Medina - Ilustrador e historietista
- Raquel Freire - Jefa de cierre y redactora
- Rodrigo Cubillo - Ilustrador
- Rubén Freire - Ilustrador e historietista
- Sandra Uve - Ilustradora
- Stygryt - Ilustrador
- Txarly Brown - Ilustración
- Tomás Rivera - Arte, diseño gráfico e ilustración
- Valeria Cimadevilla - Redactora
- Vasava Estudio - Diseño gráfico
- Xavier Mariscal - Ilustración

## Premios y reconocimientos
- Premio Infancia Comunidad de Madrid, 2000.[6]
- Premio del Ministerio de Servicios Sociales y la Universidad Carlos III al mejor medio de comunicación de servicio público, 2007.